# Ветряной, Владимир Степанович
Владимир Степанович Ветряной (март 1926 года — 29 декабря 1944 года) — красноармеец, стрелок роты автоматчиков 465-го стрелкового полка 167-й стрелковой дивизии 1-й гвардейской армии 1-го Украинского фронта, полный кавалер Ордена Славы (1945).

## Биография
родился в марте 1926 года в селе Лютеж Дымерского района Киевской области в семье рабочего.
Получил неполное среднее образование.
В 1943 году был призван в РККА Дымерским районным военкоматом Киевской области, с этого же времени находился на фронте.
В ночь на 7 мая 1944 года рядовой Ветряной, будучи стрелком роты автоматчиков 465-го стрелкового полка 167-й стрелковой дивизии 1-й гвардейской армии 1-го Украинского фронта, в составе разведывательной группы проник в расположение противника в районе хутора Требуховцы к юго-западу от Львова и захватил «языка». Прикрывая отход товарищей, сразил около 10 вражеских солдат, взяв двоих солдат в плен. 8 мая 1944 года награждён орденом Славы 3 степени.
19 июля 1944 года в бою за населенный пункт Глинка в предместьях Львова выдвинулся вперёд и из пулемета уничтожил 2 огневые точки врага, также в этом бою участвовал в пленении 20 солдат противника. 12 августа 1944 года награждён орденом Славы 2 степени.
18 сентября 1944 года в бою за населенный пункт Пшибушев (Польша) подавил пулемет. Зайдя в тыл противнику, пулемётным огнем сразил более 10 вражеских пехотинцев. Указом Президиума Верховного Совета СССР от 24 марта 1945 года награждён орденом Славы 1 степени, став полным кавалером ордена Славы.
В бою за город Сычевцы на территории Чехословакии принял на себя командование взводом и поднял бойцов в штыковую атаку.
29 декабря 1944 года был ранен в бою, эвакуирован в госпиталь и в тот же день скончался от полученных ранений.
Его биографические сведения помогал восстанавливать киевский журналист П. И. Червинский.